# Fahrlehrerausbildungsstätte
Fahrlehrerausbildungsstätten sind spezialisierte Institutionen, die sowohl die Ausbildung als auch die Weiterbildung von angehenden und bereits tätigen Fahrlehrern ermöglichen. Die Ausbildung zum Fahrlehrer darf nach § 1 Abs. 1. S. 1 der Fahrlehrer-Ausbildungsverordnung nur in einer amtlich anerkannten Fahrlehrerausbildungsstätte stattfinden. In Deutschland gab es 2016 80 solcher Einrichtungen. Die Bundesvereinigung der Fahrlehrerverbände e. V. listet derzeit 65 Fahrlehrerausbildungsstätten.
Die wesentlichen Vorschriften für Fahrlehrerausbildungsstätten finden sich neben der Fahrlehrer-Ausbildungsverordnung im Fahrlehrergesetz, in der Durchführungsverordnung zum Fahrlehrergesetz und der Fahrlehrer-Prüfungsverordnung.

## Ausbildung
Der Besuch einer Fahrlehrerausbildungsstätte ist notwendig, um die Fahrlehrerlaubnis der Klassen A, BE, CE oder DE zu erlangen. Fahrlehreranwärter werden in den theoretischen und praktischen Bereichen des Fahrunterrichts geschult, um sie auf die Fahrlehrerprüfung vorzubereiten. Die Ausbildung zum Fahrlehrer der Klasse BE dauert insgesamt mindestens 12 Monate.

## Weiterbildung
Für die nach § 53 Abs. 1 FahrlG für Fahrlehrer vorgeschriebenen regelmäßigen Fortbildungslehrgänge sollen nach § 17 Abs. 6 der Durchführungsverordnung zum Fahrlehrergesetz Lehrkräfte aus den Fahrlehrerausbildungsstätten eingesetzt werden.

## Amtliche Anerkennung
Der Betreiber einer Fahrlehrerausbildungsstätte, der Fahrlehreranwärter ausbildet oder ausbilden lässt, bedarf nach § 36 Abs. 1 Fahrlehrergesetz (FahrlG) der amtlichen Anerkennung seines Betriebs durch die nach Landesrecht zuständige Behörde. Die Anerkennung ist zu erteilen, wenn die Voraussetzungen nach § 37 FahrlG vorliegen.

## Qualifizierte Ausbilder
In der Fahrlehrerausbildungsstätte müssen nach § 9 folgende qualifizierte Lehrkräfte, mindestens zwei davon hauptberuflich, tätig sein:
1. Volljurist,
2. Technik-Experte: Lehrkraft mit abgeschlossenem Studium im Bereich Maschinenbau, Kraftfahrzeugbau oder Elektrotechnik und mindestens zwei Jahren Praxis in Bau oder Betrieb von Kraftfahrzeugen,
3. Erfahrener Fahrlehrer: Fahrlehrer mit Fahrlehrerlaubnisklassen A, BE, CE (und ggf. DE), der mindestens drei Jahre hauptberuflich Fahrschüler ausgebildet hat und
4. Bildungswissenschaftler: Lehrkraft mit abgeschlossenem Hochschulstudium im bildungswissenschaftlichen Bereich.